# Nivské louky
Nivské louky jsou přírodní památka poblíž obce Niva v okrese Prostějov. Území spravuje Krajský úřad Olomouckého kraje.

## Předmět ochrany
Důvodem ochrany je mokřad s vlhkomilnou flórou a faunou.
Územím protéká potok Bílá voda, který napájí uvnitř přírodní památky ležící Horní rybník.

## Fotogalerie

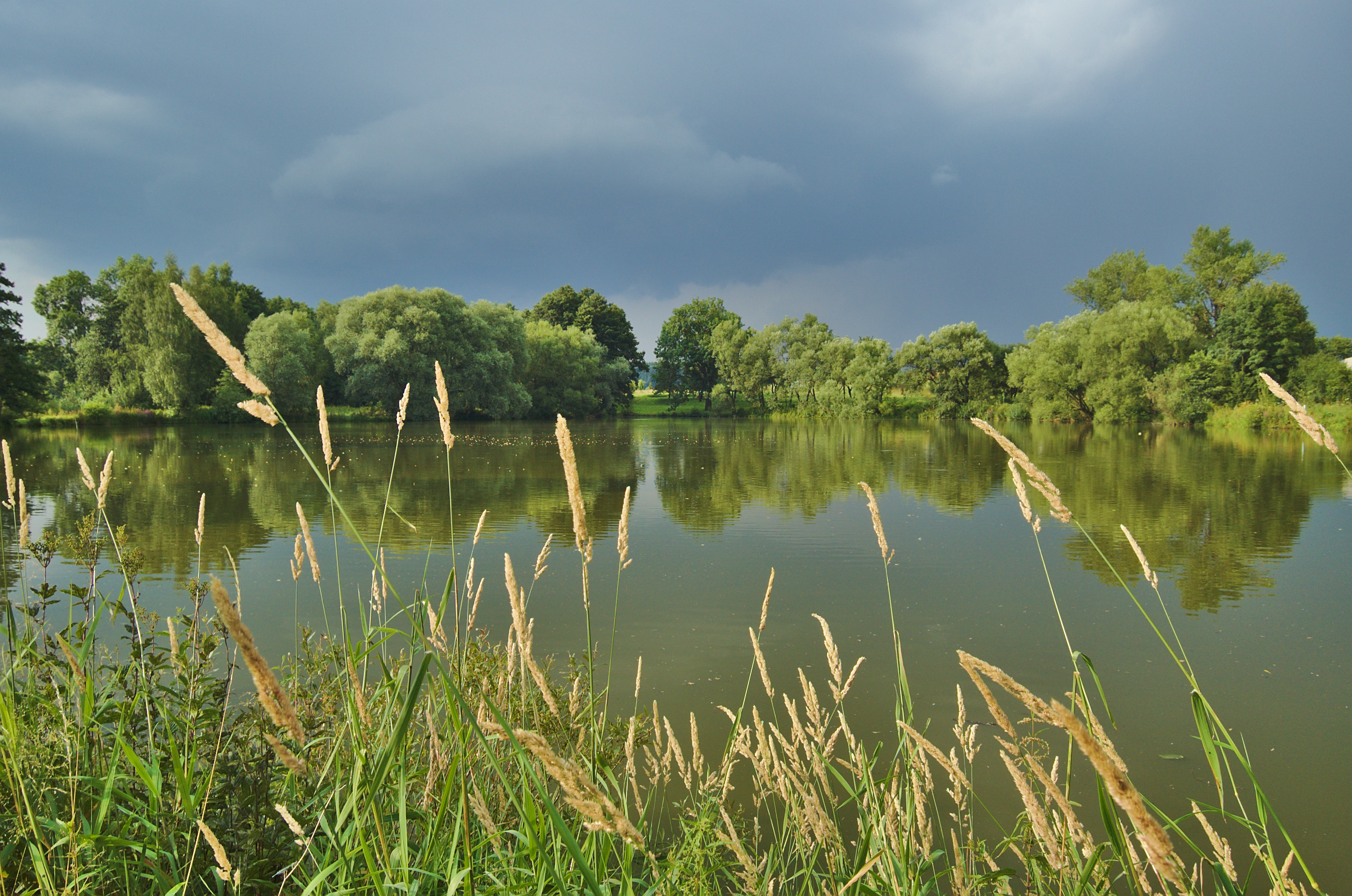
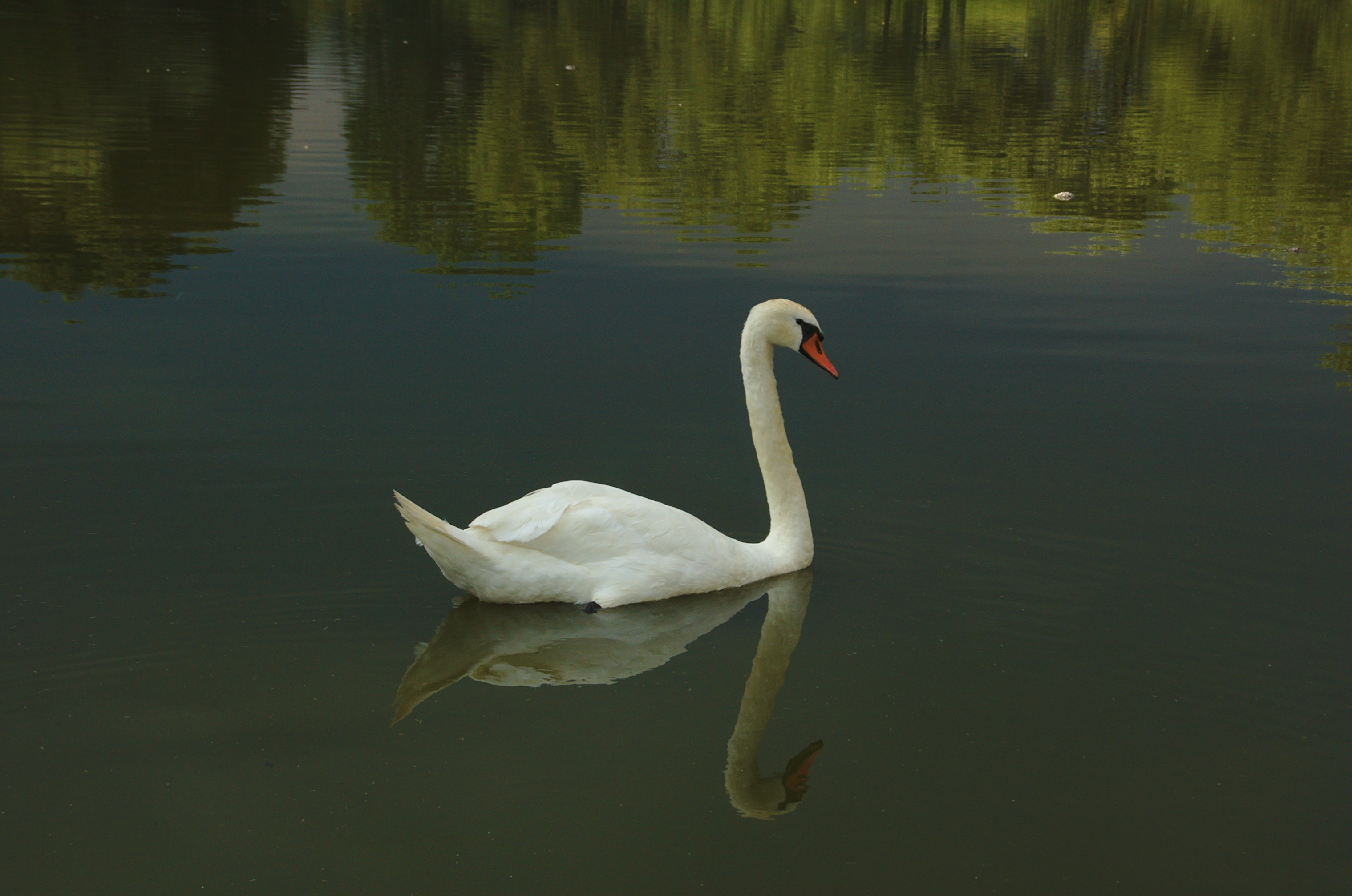
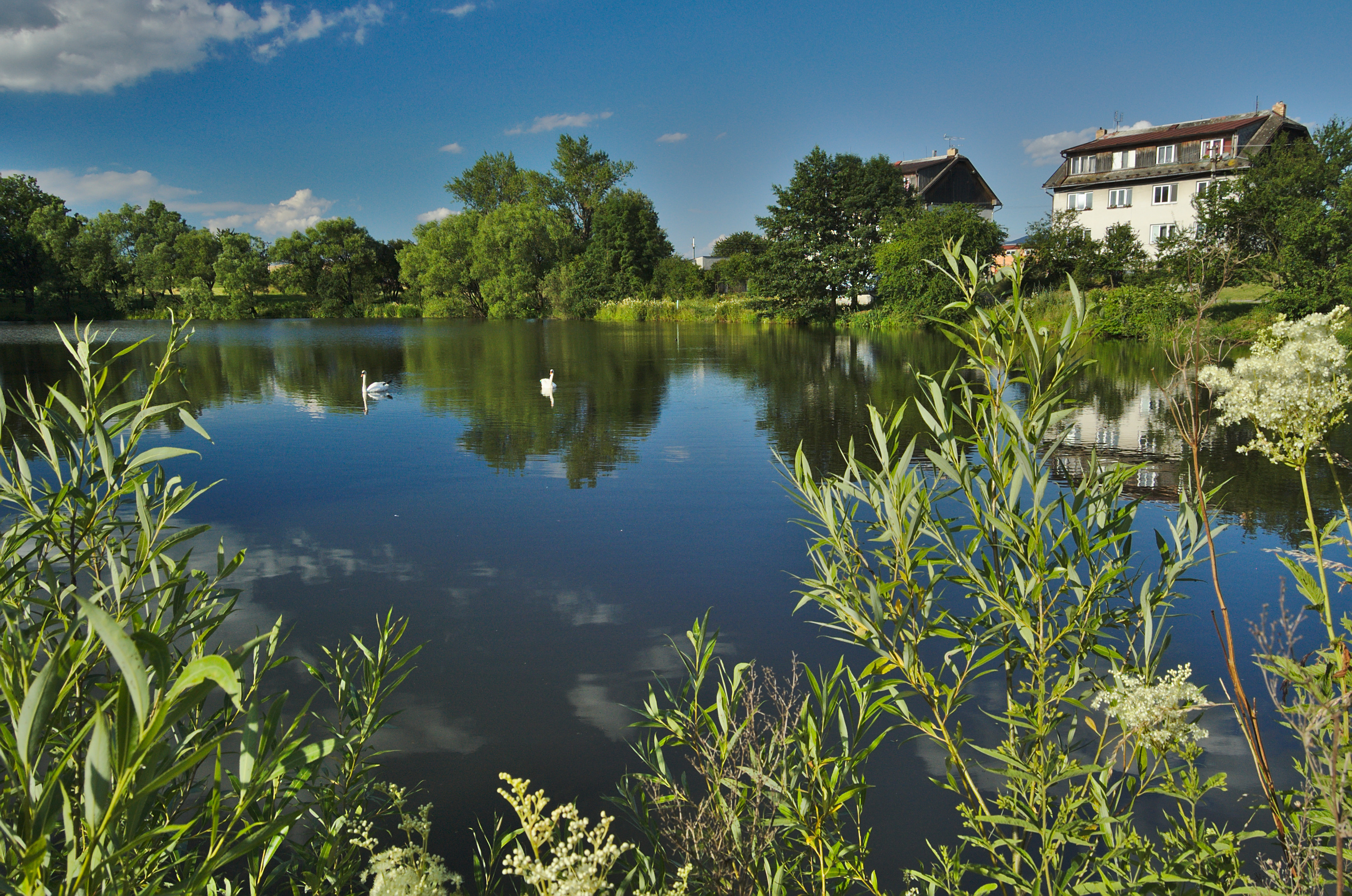
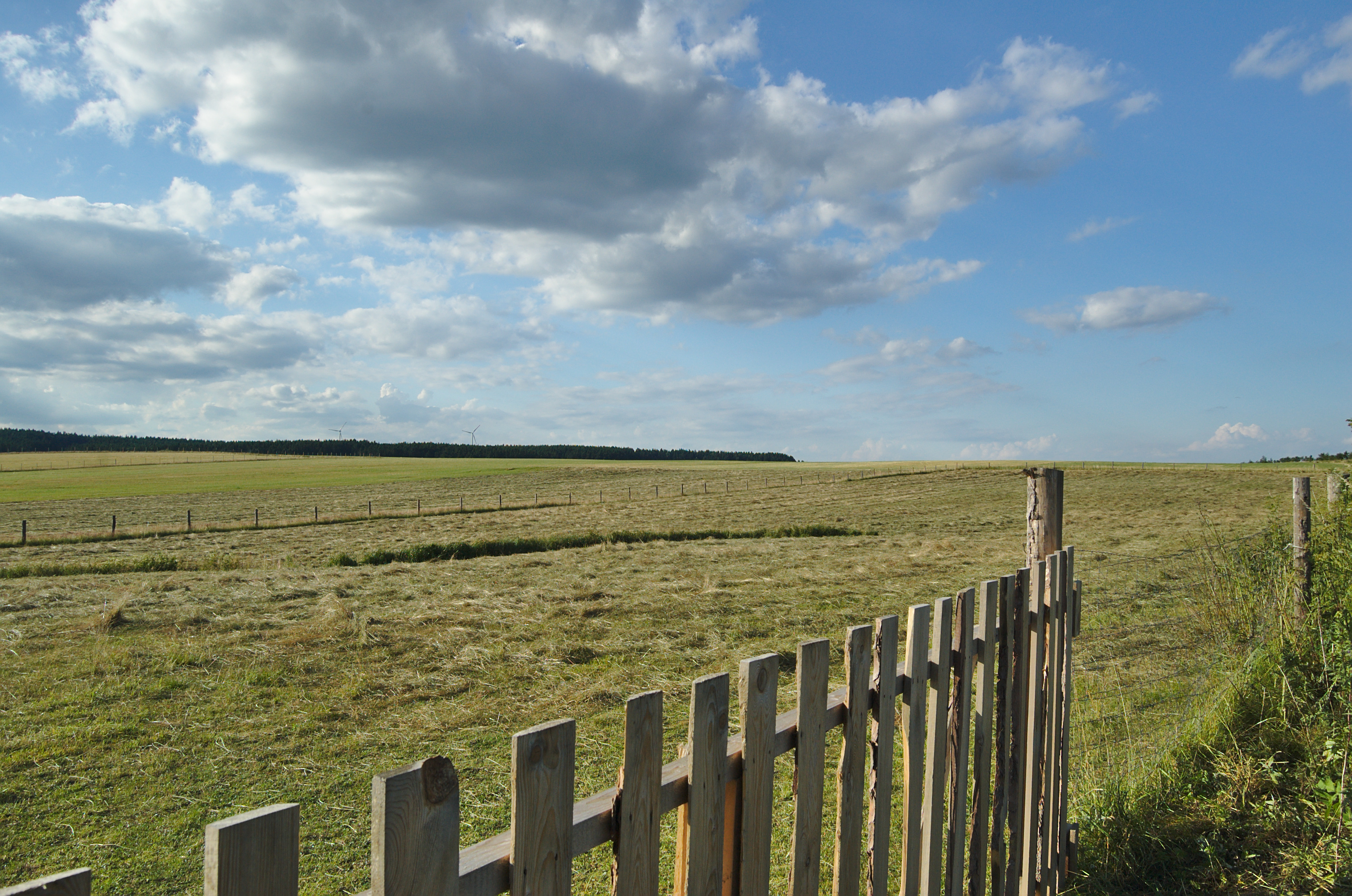
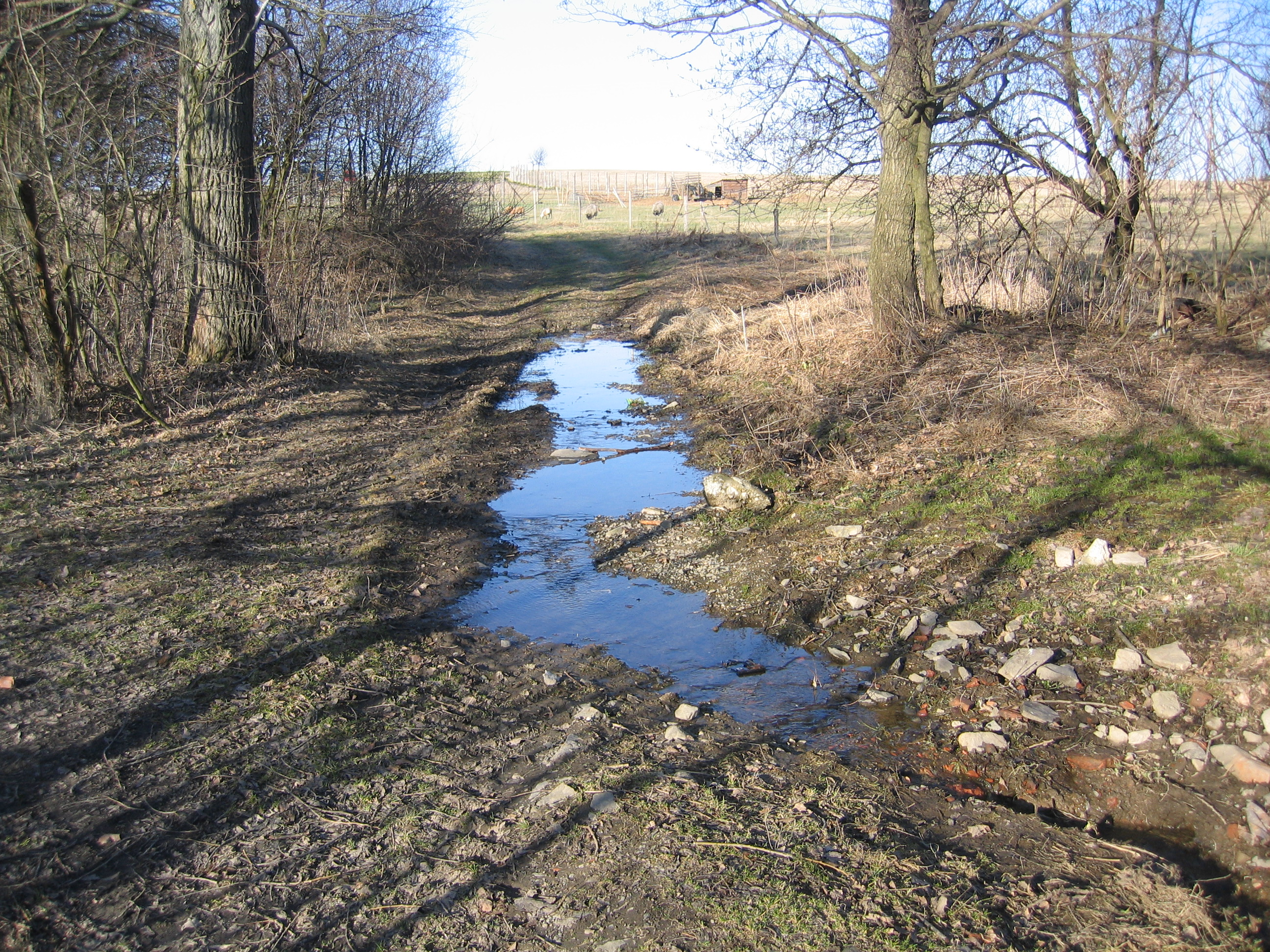
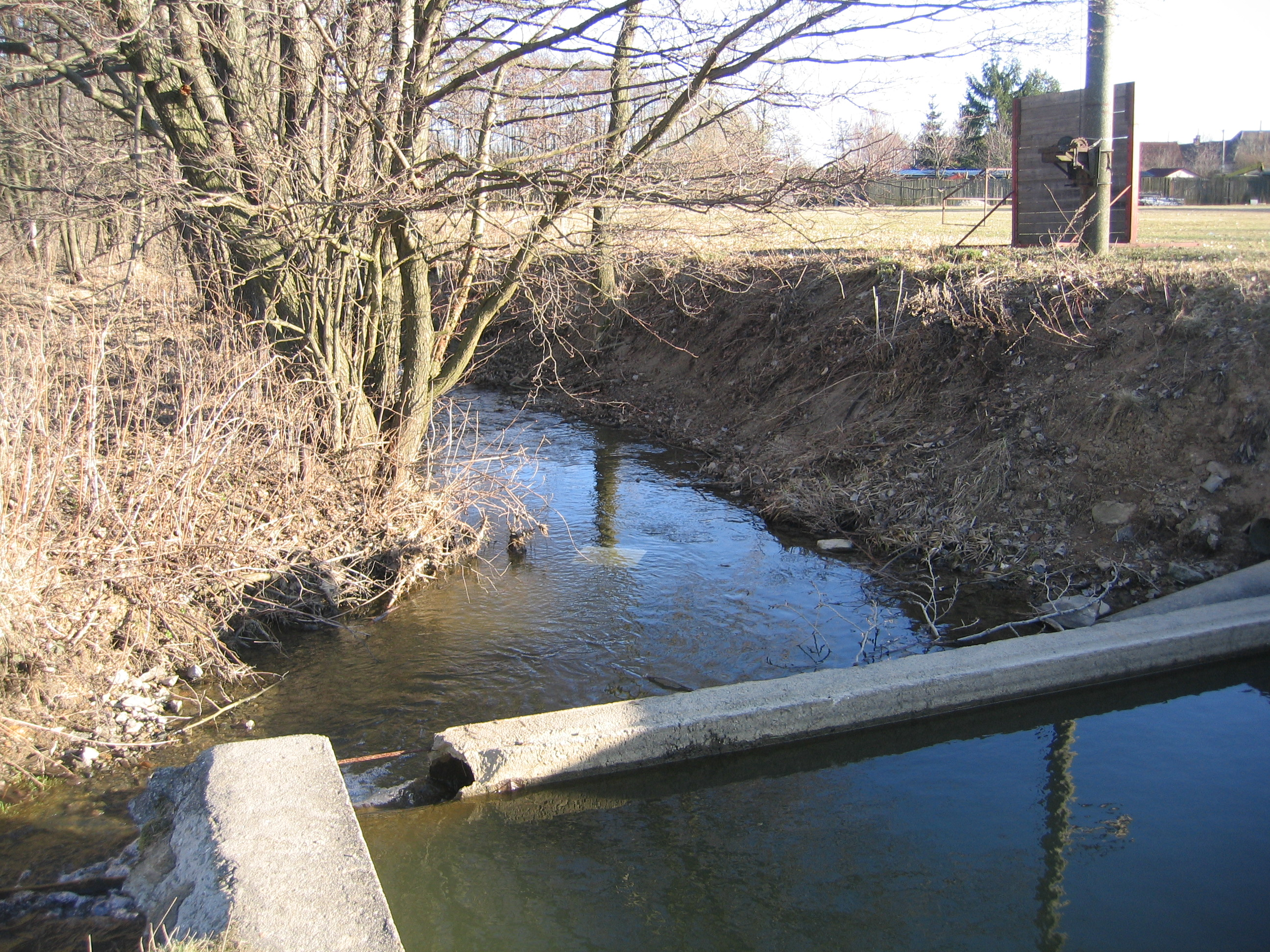
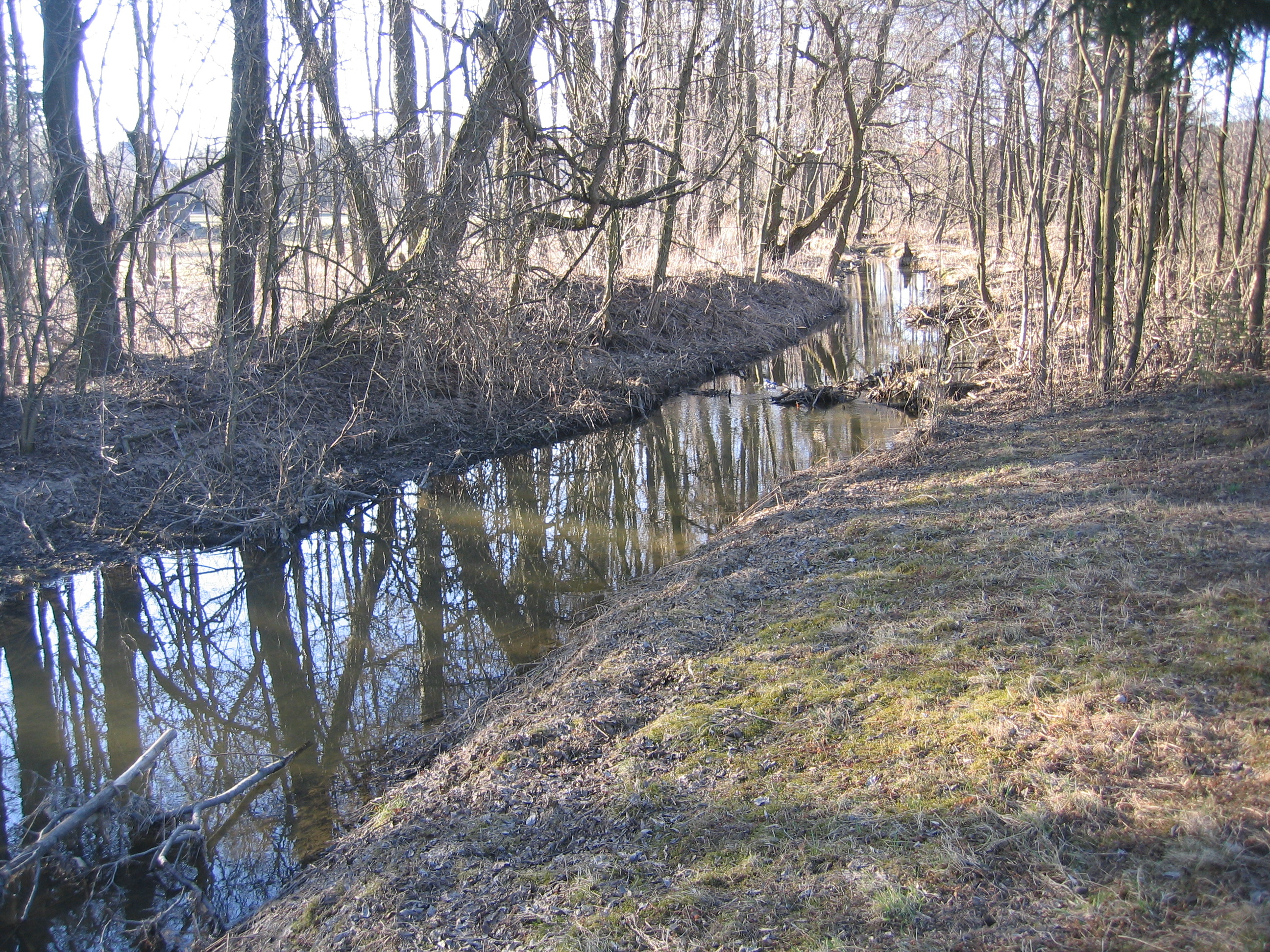